# Ilmtalbrücke
Die Ilmtalbrücke ist eine zweigleisige Eisenbahnüberführung der Eisenbahn-Neubaustrecke Ebensfeld–Erfurt zwischen Streckenkilometer 151,385 und 153,066. Mit einer Länge von 1681 m ist sie die längste von 29 Talbrücken der Strecke und die längste Brücke Thüringens.
Das Bauwerk liegt rund ein Kilometer südlich des Bahnhofs Ilmenau-Wolfsberg und setzt die Trasse Richtung Süden fort. Dabei überspannt sie zwischen Gehren und Langewiesen das Ilmtal mit Fischteichen, die in diesem Bereich umverlegte Bundesstraße 88, eine 110-kV-Freileitung sowie die ehemalige Bahnstrecke Ilmenau–Gehren–Großbreitenbach. Die Bundesstraße 88 wurde im Bereich der Brücke abschnittsweise neu trassiert, die Freileitung während der Bauarbeiten als Kabel geführt. Die Brücke gilt als letztes Bauwerk des Nordabschnitts der Neubaustrecke. Südlich schließt sich der Beginn der Querung des Thüringer Waldes an.
Die Streckentrasse verläuft – bei einer Entwurfsgeschwindigkeit von 300 km/h – ab dem südlichen Widerlager zunächst in einem Bogen mit 7000 m Radius, die über einen Übergangsbogen in eine Gerade zum nördlichen Widerlager hin übergeht. Die Gradiente fällt in Richtung Norden mit 12,5 Promille und geht nördlich des nördlichen Widerlagers in eine Steigung von 2,477 Promille. Die Brücke hat eine Feste Fahrbahn mit 4,5 m Gleisabstand sowie beidseitig Lärmschutzwände von 2,0 m bis 4,0 m Höhe, auf der westlichen Seite über die gesamte Länge.
Die geplanten Baukosten lagen bei 29,2 Millionen Euro. Die Europäische Union beteiligte sich mit EFRE-Mitteln an der Finanzierung.

## Konstruktion

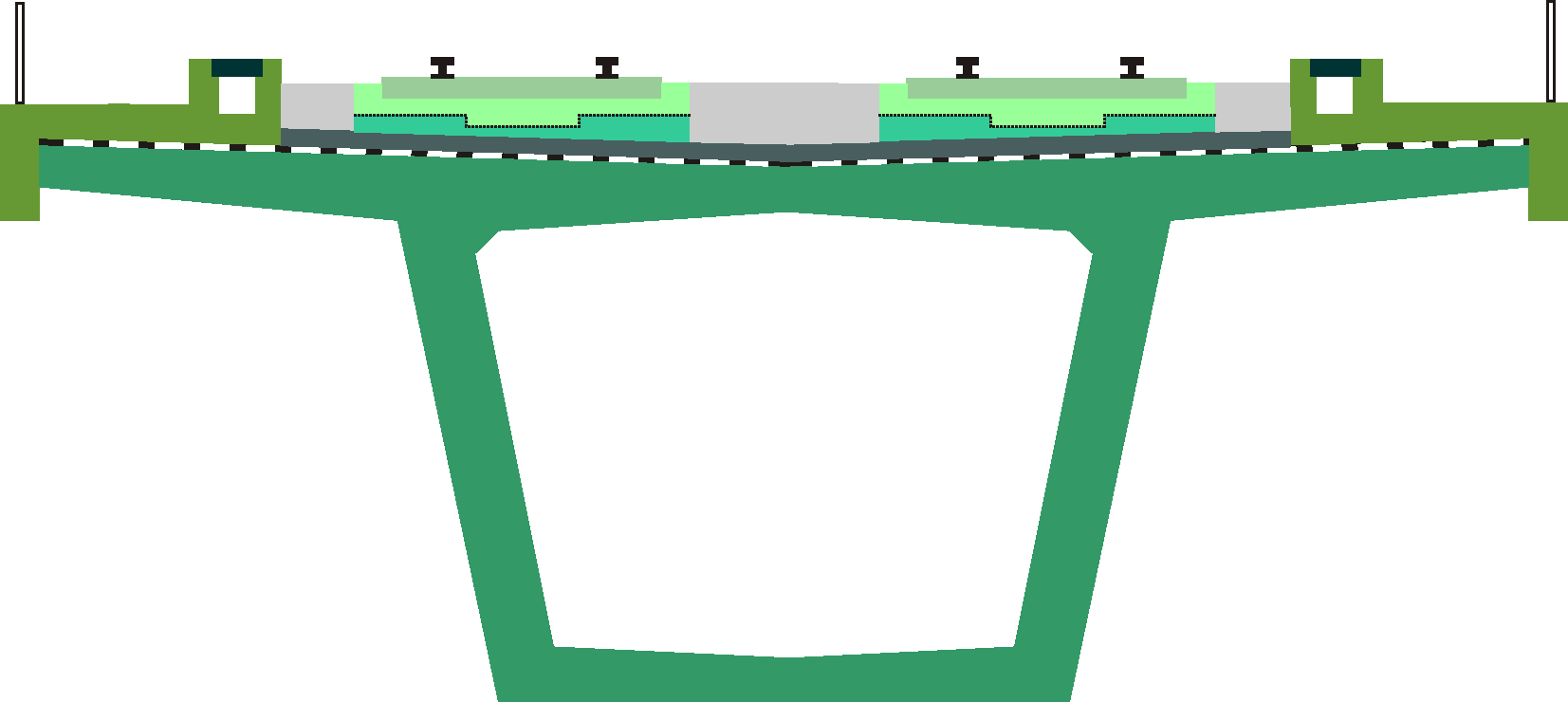
Querschnitt Überbau

Der Überbau besteht aus einer Kette von vier Durchlaufträgern, die 336 m, 415 m, 459 m und 471 m lang, durch drei Trennpfeiler getrennt sowie bereichsweise auf drei Stahlbetonbögen mit Spannweiten von 125, 155 und 175 m aufgeständert sind. Im Querschnitt besteht der Überbau aus einem einzelligen vorgespannten 5,0 m hohen Stahlbetonhohlkasten mit geneigten Stegen, in Längsrichtung vorgespannt. Zusätzlich ist die Fahrbahnplatte in Querrichtung vorgespannt. Die Bodenplatte ist 4,8 m, die Fahrbahnplatte 13,3 m breit. Die Stützweiten betragen 46 m + 8×58 m + (5×25 m = 125 m) + 5×58 m + (2×23 m + 3x21 m + 2×23 m = 155 m) + 68 m + 62 m + 2×61 m + (7×25 m = 175 m) + 3×58 m. Der Brückenzug hat seine Festpunkte auf den drei Bögen. Die leiten insbesondere die Längskräfte infolge Bremsen in den Baugrund ab. Dementsprechend sind auf den beiden Trennpfeilern und Widerlagern die Dehnfugen mit Schienenauszügen vorhanden.

## Geschichte

### Planung
In der Streckenplanung war schon 1995 und 1996 eine Brücke mit einer Länge von 1681 m vorgesehen.

### Bau

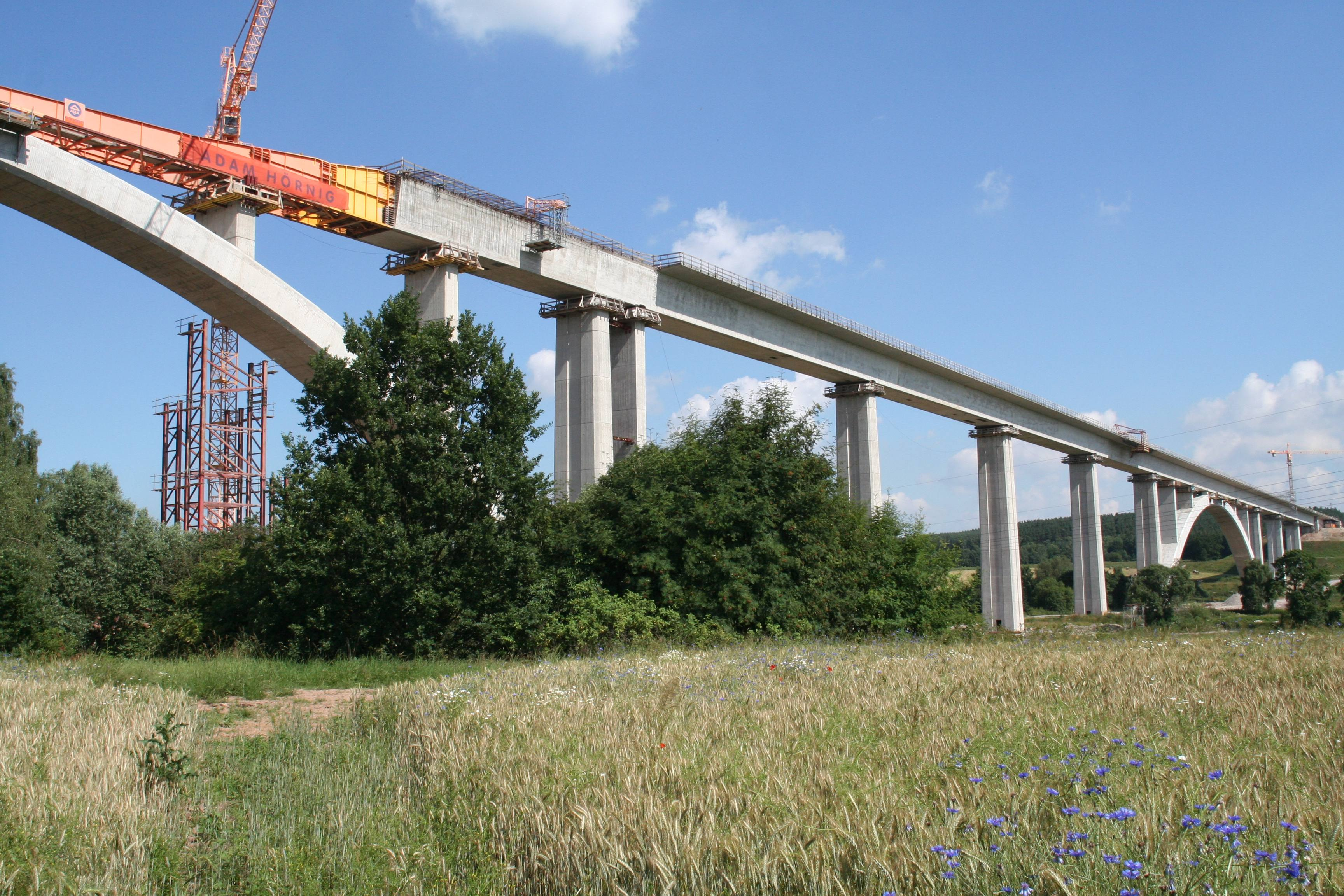
Taktschiebezustand Juli 2009

Der Bau der Ilmtalbrücke wurde im November 2006 ausgeschrieben, die Submission fand im Februar 2007 statt. Mit der Einrichtung des Baufeldes von Mai bis Juli 2007 wurden die Bauarbeiten durch die Adam Hörnig Baugesellschaft begonnen. Die Fertigstellung sollte bis Oktober 2010 erfolgen. Insgesamt wurden rund vier Kilometer Baustraßen errichtet. Einige Teiche im Einzugsbereich der Pfeiler mussten zwischen September 2007 und Februar 2009 trockengelegt werden.
Im Juli 2007 wurden 70 Wohncontainer für die 120 Beschäftigten aufgestellt. Die Vorarbeiten für den Brückenbau sollen im September abgeschlossen, die Errichtung der Brückenpfeiler dann begonnen werden (Stand: Juli 2007). Mitte August 2007 wurden Fische aus einem vom Brückenbau betroffenen Badeteich vorübergehend umgesiedelt.
Ein Informations- und Aussichtspunkt wurde an der Kläranlage von Langewiesen eingerichtet.
Der Überbau wurde im Taktschiebeverfahren in zwei Abschnitten hergestellt. Rund zwei Drittel der Überbauten wurden von Norden vorgeschoben, anschließend folgte das restliche Drittel von Süden. Ein Hilfspfeiler am mittleren Bogen verkleinerte im Bauzustand die maximale Stützweite von 68 m. Der Vorschub der jeweils 32 m langen Überbauabschnitte begann im August 2008.
Bis Juli 2008 waren etwa zwei Drittel des südlichen Bogens fertiggestellt, September 2008 war er fertiggestellt, der mittlere Bogen folgte im Frühjahr 2009. Im Herbst 2009 waren die Taktschiebearbeiten des nördlichen Abschnittes abgeschlossen.
Am 15. November 2010 folgte der letzte Vorschub des südlichen Überbausegmentes in seine endgültige Lage. Die noch verbleibende Lücke von etwa zwei Brückenfeldern wurde anschließend durch eine Verlängerung des Überbaus Nord auf einem bodengestützten Traggerüst bis zum 2. März 2011 geschlossen.
Ende 2011 waren die Arbeiten an der Brücke beendet. Die Fahrbahn und Oberleitungsanlage wurde ab 2014 installiert.
Insgesamt wurden rund 44.000 m³ Erdmaterial ausgehoben. Für Gründung, Bögen, Pfeiler und Widerlager wurden insgesamt zirka 39.000 m³ Beton benötigt, für den Überbau (einschließlich Randkappen) weitere rund 25.000 m³. Geschätzte 7.500 t Bewehrungs- und Spannstahl wurden benötigt.
In der Nähe des südlichen Widerlagers, an der Verbindungsstraße von Langewiesen zur Bundesstraße 88, wurde unterhalb der Brücke ein Rettungsplatz angelegt.

### Bauunfall
Am späten Nachmittag des 1. September 2008 kam es bei Bewehrungsarbeiten in der Taktschiebeanlage am nördlichen Widerlager zu einem tödlichen Unfall. Der Bewehrungskorb eines Überbausteges stürzte um. Dabei wurde ein Bauarbeiter getötet und drei weitere, teilweise schwer verletzt. Die Ursache für den Unfall wurde nicht veröffentlicht. Im Verlauf der Anfahrt eines Feuerwehrfahrzeuges mit Sondersignal kam es zu einem weiteren tödlichen Unfall, als ein Elektrorollerfahrer in Langewiesen von diesem überfahren wurde.

### Baustopp

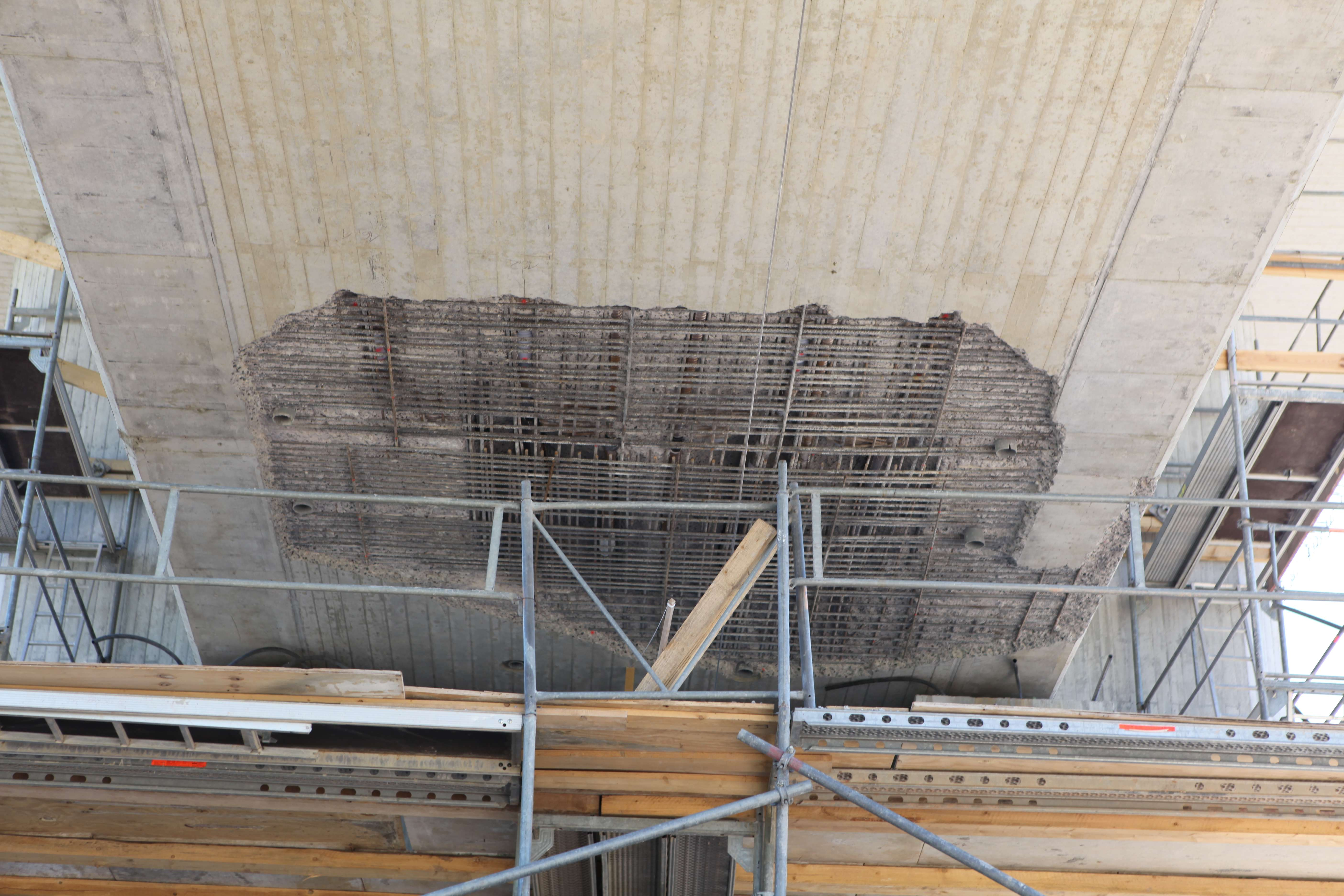
Freigelegte Bewehrung der Bodenplatte im Bereich der Betonabplatzungen

Nachdem etwa 280 m des vom südlichen Widerlager eingeschobenen Überbaus hergestellt waren, wurden die Bauarbeiten am Überbau aufgrund eines abgeplatzten Betonstückes der Bodenplatte mit der Größe von etwa 5 mal 8 m am 15. März 2010 eingestellt. Rund 27 cm der etwa doppelt so starken Platte waren abgeplatzt.
Als Ursache wurden Spannglieder in einer falschen Lage festgestellt. Die Spannglieder wurden neu ausgerichtet, teilweise ausgewechselt und wieder neu gespannt. Der Vorschub wurde am 9. August 2010 wieder aufgenommen. Damals standen noch 13 Takte aus.
Nach Bahnangaben sei dies der erste derartige Vorfall an einer deutschen Eisenbahnbrücke gewesen. Zu Untersuchungszwecken war zwischenzeitlich ein Modell des Taktes in Originalgröße errichtet worden.

## Bauzustände

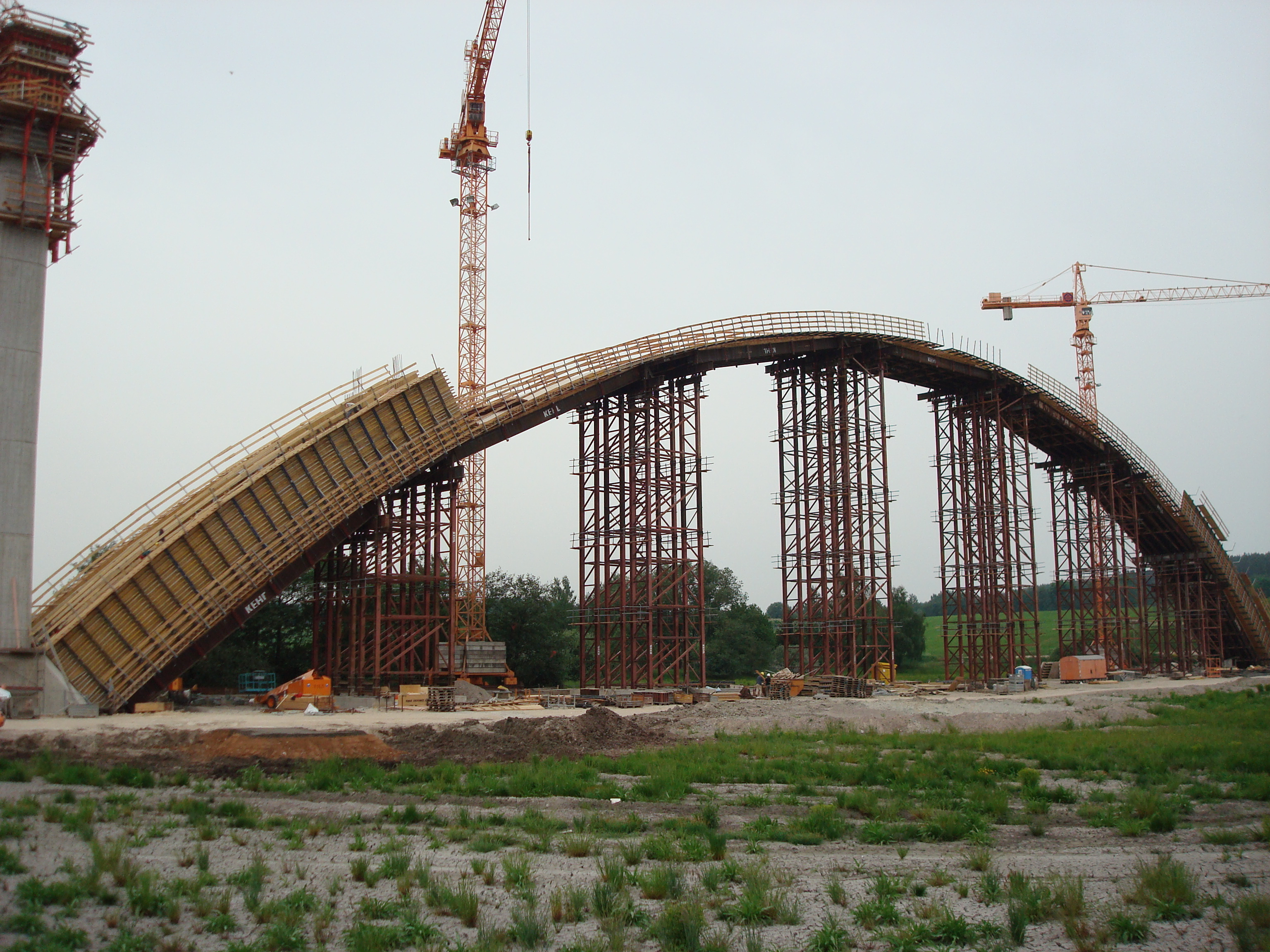
Mai 2008
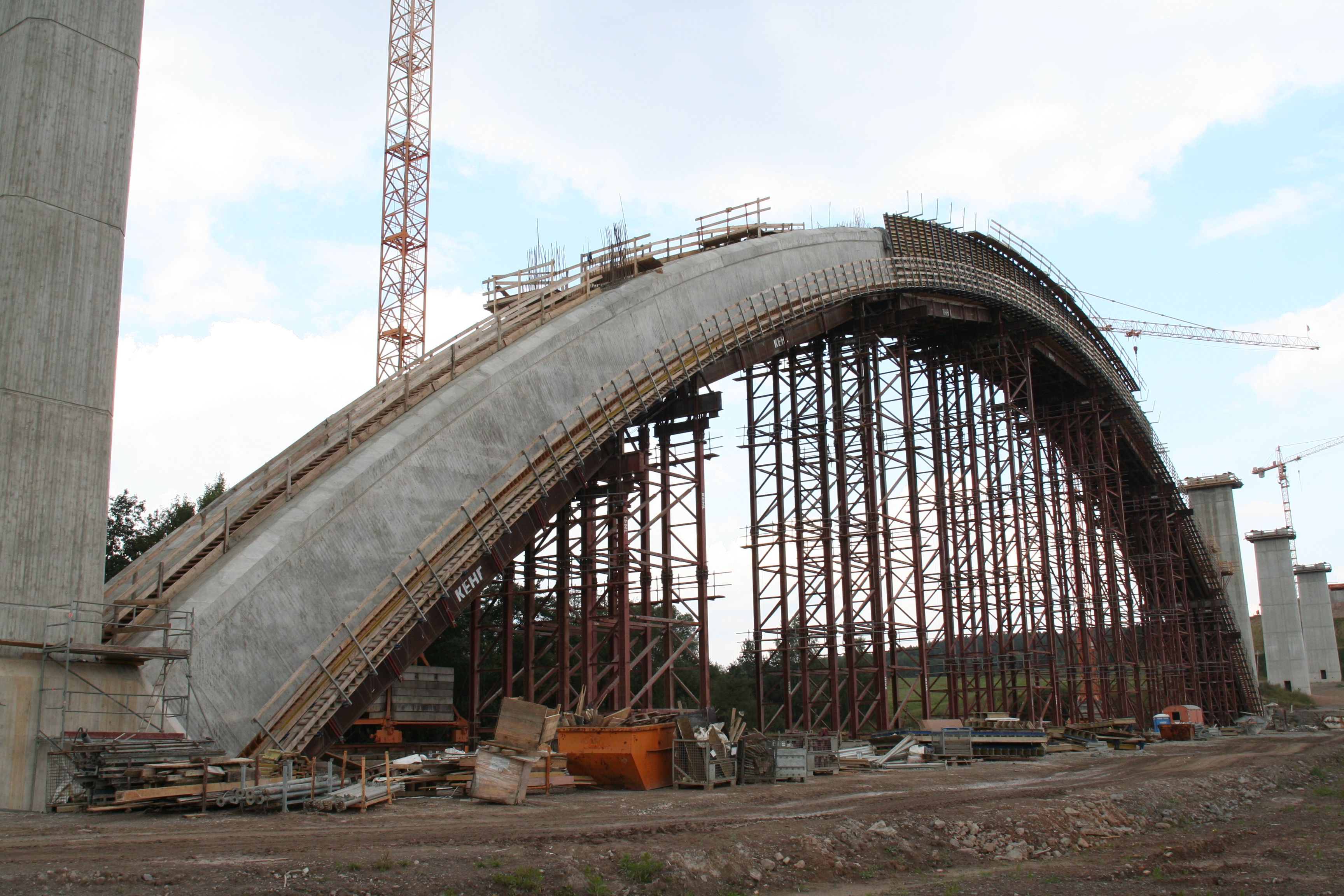
August 2008
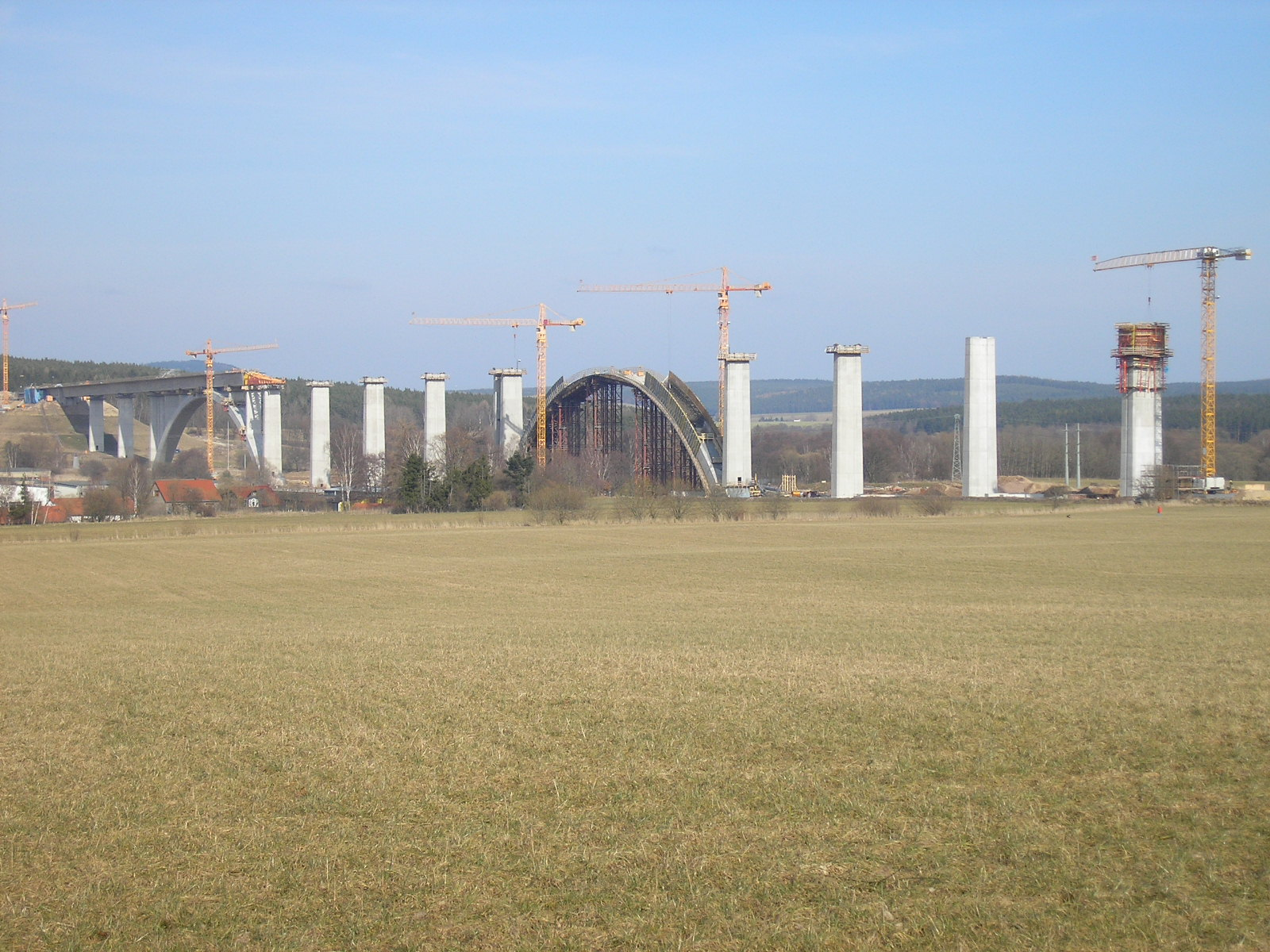
März 2009
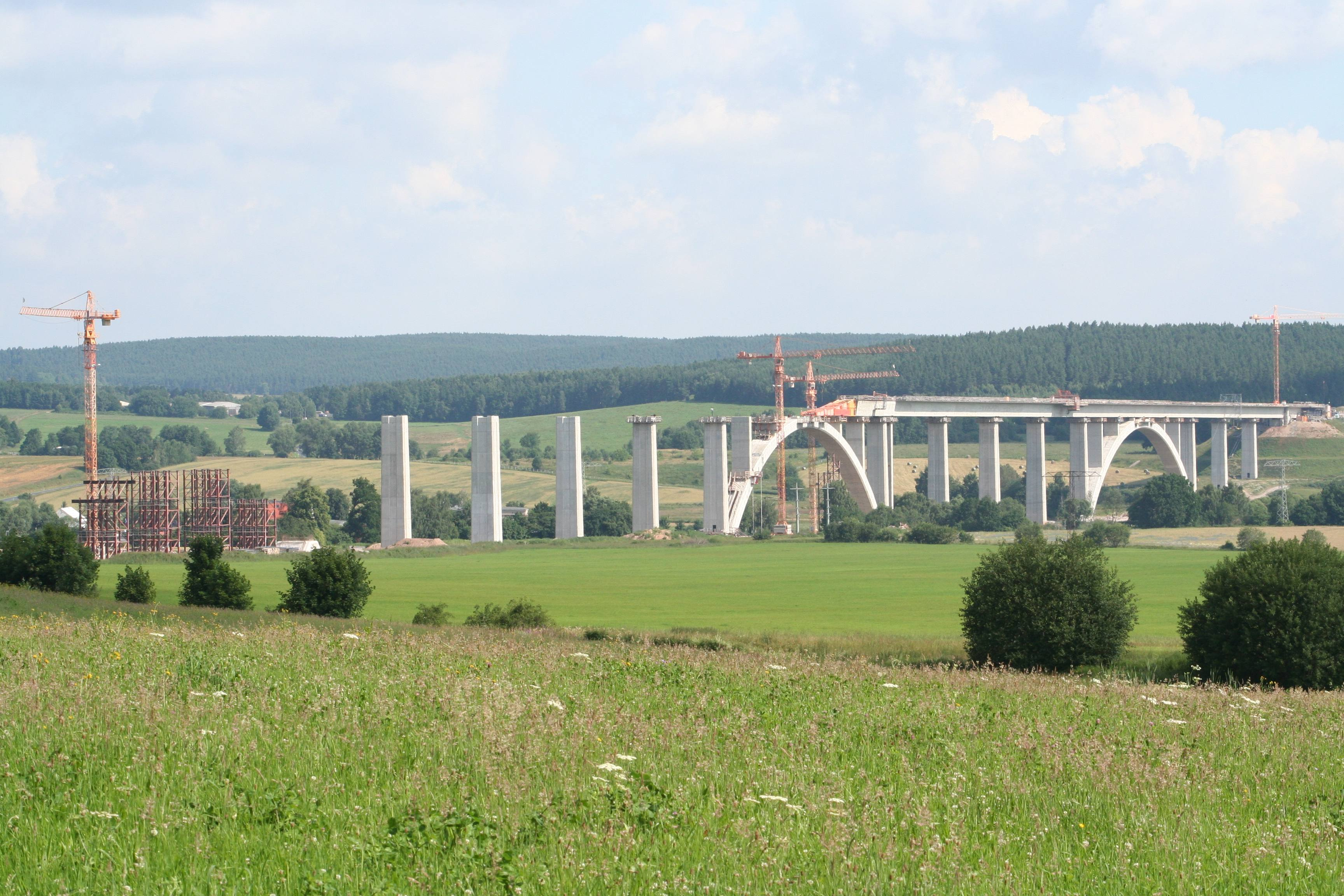
Juli 2009
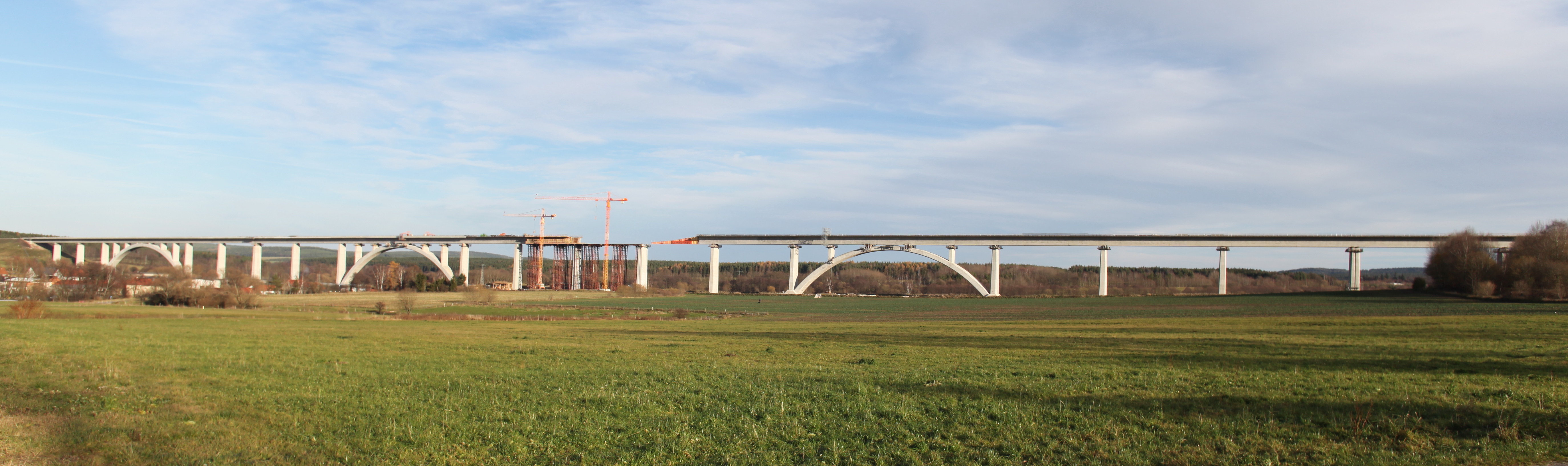
November 2010

## Sonstiges
- Der Software-Konzern SAP nutzte ein Bild der Baustelle der Ilmtalbrücke im Jahr 2009 für eine Werbekampagne mit der Kernaussage, dass Mut und Vorsicht kein Gegensatz sind.